# Anne Coesens
Anne Coesens (* 1968 in Brüssel) ist eine belgische Filmschauspielerin.

## Leben und Wirken
Coesens studierte am Königlichen Konservatorium Brüssel und am Conservatoire national supérieur d’art dramatique in Paris. Sie war am Theater tätig und spielte in zahlreichen Filmen, so in Mein Leben in Rosarot, Reine Fiktion – Die Verbrechen von Charleroi, Das Geheimnis, Der Feind in mir, Ein Kind unserer Zeit, Die Sprinterin, Morgen ziehen wir um, Privatunterricht, Illegal, Alle Katzen sind grau, April und die außergewöhnliche Welt und Mit Fingerspitzen sowie in Fernsehserien wie The Break und Giftige Saat.
Coesens erhielt 2011 den Magritte Award als beste Hauptdarstellerin für ihre Rolle als Tatiana „Tania“ Ziminafor in dem Film Illegal und 2016 als beste Nebendarstellerin in dem Film Alle Katzen sind grau.

## Filmografie (Auswahl)
- 1997: Mein Leben in Rosarot (Ma vie en rose)
- 1997: Alliance cherche doigt
- 1998: Reine Fiktion – Die Verbrechen von Charleroi (Pure fiction)
- 2000: Das Geheimnis (Le secret)
- 2003: Ein Kind unserer Zeit (Un fils de notre temps)
- 2003: Die Sprinterin (Des épaules solides)
- 2003: Quand tu descendras du ciel
- 2004: Morgen ziehen wir um (Demain on déménage)
- 2004: Der Feind in mir (L'ennemi naturel)
- 2006: Cages
- 2006: Darling
- 2008: Privatunterricht (Élève libre)
- 2008: 9mm
- 2009: Diamond 13 (Diamant 13)
- 2010: Illegal (Illégal)
- 2012: Little Lion
- 2012: Goodbye Morocco
- 2014: Not My Type
- 2014: Next Year
- 2014: Alle Katzen sind grau (Tous les chats sont gris)
- 2015: April und die außergewöhnliche Welt (Avril et le monde truqué)
- 2015: Mit Fingerspitzen (Du bout des doigts, Kurzfilm)
- 2015: Jailbirds
- 2016: The Break (Fernsehserie, 10 Folgen)
- 2017: Above the Law
- 2018–2019: Giftige Saat (Jeux d'influence, Fernsehserie, 6 Folgen)
- 2019: Never Grow Old
- 2019: Mothers' Instinct
- 2020: À la folie
- 2021: Adieu Monsieur Haffmann
- 2022: Pandore (Fernsehserie)
- 2023: The Chapel
- 2024: Sous le vent des Marquises